# Rhetus huana
Rhetus huana är en fjärilsart som beskrevs av Saunders 1858. Rhetus huana ingår i släktet Rhetus och familjen Riodinidae. Inga underarter finns listade.